# Bahnhof Düsseldorf-Unterrath
Der Bahnhof Düsseldorf-Unterrath liegt etwa acht Kilometer nördlich des Düsseldorfer Hauptbahnhofs im Düsseldorfer Stadtteil Unterrath. Er befindet sich an der Bahnstrecke Köln–Duisburg. Er wird von den S-Bahn-Linien S 1 und S 11 der S-Bahn Rhein-Ruhr bedient. In der Nähe liegen Haltestellen mehrerer Straßenbahn- und Buslinien.

## Lage
Der Bahnhof liegt in zentraler Lage zwischen den Stadtteilen Düsseldorf-Unterrath, Düsseldorf-Lichtenbroich und dem Düsseldorfer Flughafen. Er besitzt einen Mittelbahnsteig mit Zugängen beidseitig der Hamborner Straße und befindet sich unterhalb einer Straßenbrücke, über die Fahrzeuge und Personen die Eisenbahnanlagen überqueren. 
Westlich dieser Brücke befinden sich in der Hamborner Straße und der Parsevalstraße die diesem Bahnhof zugeordneten Bushaltestellen.
Die Straßenbahnhaltestelle liegt in etwa 200 m Entfernung an einer Wendeschleife in der Usedomer Straße.
Südlich des Bahnhofes zweigt die Strecke von und nach Düsseldorf-Derendorf ab, nördlich des Bahnhofes beginnt und endet die separate S-Bahnstrecke von und nach Düsseldorf Hbf, an der auch der Bahnsteig liegt.

## Geschichte
Der Bahnhof wurde 1880 an der Bahnstrecke Köln–Duisburg der Cöln-Mindener Eisenbahn eröffnet. 1975 wurde die S-Bahn zwischen Düsseldorf und Duisburg eröffnet, dafür wurde der Bahnhof grundlegend erneuert. Das bestehende Anschlussgleis zum Flughafen Düsseldorf wurde zur elektrifizierten Hauptstrecke ausgebaut. Seitdem ist der Bahnhof ein Trennungsbahnhof. 1988 wurde die Flughafen-Strecke durch eine Tieferlegung kreuzungsfrei ausgefädelt, auch dazu waren Umbauarbeiten im Bahnhofsbereich nötig.

## Besonderheiten
Der S-Bahnhof Unterrath bildet einen Knotenpunkt zwischen dem S-Bahn-Pendelverkehr vom Hauptbahnhof und dem Buspendelverkehr zwischen Unterrath und dem PSD Bank Dome bei Veranstaltungen.

## Linien
Der Bahnhof wird von zwei Linien der S-Bahn angefahren:
| Linie | Verlauf | Takt                                                                            |
| ----- | --- | ------------------------------------------------------------------------------- |
| S 1   | Solingen Hbf – SG-Vogelpark – Hilden Süd – Hilden – D-Eller – D-Eller Mitte – D-Oberbilk – D-Volksgarten – Düsseldorf Hbf – D-Wehrhahn – D-Zoo – D-Derendorf – D-Unterrath – D-Flughafen – Angermund – DU-Rahm – DU-Großenbaum – DU-Buchholz – DU-Schlenk – Duisburg Hbf – MH-Styrum – Mülheim (Ruhr) Hbf – E-Frohnhausen – Essen West – Essen Hbf – E-Steele – E-Steele Ost – E-Eiberg – Wattenscheid-Höntrop – BO-Ehrenfeld – Bochum Hbf – BO-Langendreer West – BO-Langendreer – DO-Kley – DO-Oespel – DO-Universität – DO-Dorstfeld Süd – DO-Dorstfeld – Dortmund Hbf Stand: Fahrplanwechsel Dezember 2023 | 30 min 20 min (Solingen–Duisburg wochentags) 15 min (Essen–Dortmund wochentags) |
| S 11  | D-Flughafen Terminal – D-Unterrath – D-Derendorf – D-Zoo – D-Wehrhahn – Düsseldorf Hbf – D-Friedrichstadt – D-Bilk – D-Völklinger Straße – D-Hamm – NE Rheinparkcenter – NE Am Kaiser – Neuss Hbf – Neuss Süd – Norf – NE-Allerheiligen – Nievenheim – Dormagen – Dormagen-Chempark – Köln-Worringen – K-Blumenberg – K-Chorweiler Nord – K-Chorweiler – K-Volkhovener Weg – K-Longerich – K-Geldernstraße/Parkgürtel – K-Nippes – K-Hansaring – Köln Hbf – K-Messe/Deutz – K-Buchforst – K-Mülheim – K-Holweide – K-Dellbrück – Duckterath – Bergisch Gladbach Stand: Fahrplanwechsel Dezember 2023           | 20 min                                                                          |

In der Wendeschleife enden zwei Straßenbahnlinien und eine Buslinie:
| Linie | Verlauf | Takt   |
| ----- | --- | ------ |
| 705   | D-Unterrath 1 – Unterrath, Eckenerstraße – Großmarkt – Johannstraße – Derendorf, Spichernplatz2 – Pempelfort, Dreieck3 – Venloer Str. – Nordstraße – Pempelfort, Sternstraße – Stadtmitte, Schadowstraße – Steinstraße – Stadtmitte, Berliner Allee5 – Friedrichstadt, Corneliusstraße – Morsestraße – Bilk, Karolingerplatz 6 – Kopernikusstraße → Am Steinberg ← Moorenstraße ← Merowingerplatz ← Bilk, Merowingerstraße7 Betrieb im Standardtakt der Düsseldorfer Straßenbahnen; Abschnitt 1–2 wird nur Mo–Fr 6–20 Uhr alle 20 min bedient; weitere Haltestellen nur in den Abschnitten 1–3 und 4–5, aber alle Umsteigehaltestellen sind aufgeführt.                  | 20 min |
| 707   | D-Unterrath 1 – Unterrath, Eckenerstraße – Großmarkt – Johannstraße – Derendorf, Spichernplatz – Pempelfort, Dreieck2 ← Venloer Straße – Marienhospital – Pempelfort, Schloss Jägerhof – Stadtmitte, Jacobistraße3 (Pempelforter Straße , 200 m) – Stadtmitte, Charlottenstraße/Oststraße – Hauptbahnhof – Friedrichstadt, Helmholtzstraße – Morsestraße – Bilker Allee/Friedrichstraße (D-Bilk , 200–300 m) – Unterbilk, Bilker Kirche – Franziusstraße – Speditionstraße – Medienhafen, Kesselstraße4 Betrieb im Standardtakt der Düsseldorfer Straßenbahnen; weitere Haltestellen nur in den Abschnitten 1–2 und 3–4, aber alle Umsteigehaltestellen sind aufgeführt. | 10 min |
| 757   | D-Unterrath – Rath, DOME/Am Hülserhof – Ratingen-West, Erfurter Straße – Dieselstraße – Tiefenbroich, Kaiserswerther Straße – Annastraße – Gorch-Fock-Straße – Ratingen, Phillipstraße – Ratingen Mitte – Ratingen Ost | 20 min |

Weitere Buslinien:
| Linie | Verlauf | Takt        |
| ----- | --- | ----------- |
| M 1   | Stockum, Freiligrathplatz – Falkenweg – Unterrath, Eckenerstraße – D-Unterrath – D-Rath Mitte – Rather Broich – Grafenberg, Staufenplatz – Gerresheim, Torfbruchstraße – D-Gerresheim – Knuppertsbrück – Vennhausen, Siedlung Freiheit – D-Eller – Eller, Vennhauser Allee – Am Schönenkamp – D-Reisholz – Benrath, Forststraße – Urdenbacher Allee – D-Benrath keine weiteren Haltestellen; Mo–Fr 7–21 Uhr alle 20 min | 20 min      |
| 729   | D-Flughafen Bf – Neu-Lichtenbroich – D-Unterrath 2 – Unterrath, Höxterweg – Derendorf, Großmarkt3 – Hugo-Viehoff-Straße → Johannstraße – Nordfriedhof – Theodor-Heuss-Brücke 4 Mo–Fr 5–20 Uhr alle 20 min; Mo–Fr 20–0 Uhr, Sa 6–0 Uhr und So 5–0 Uhr alle 30 min; So 5–7 Uhr wird nur der Abschnitt 1–2 bedient; weitere Haltestellen nur auf dem Abschnitt 1–3; alle Umsteigehaltestellen sind aber aufgeführt. | 20 min      |
| 730   | Freiligrathplatz 1 – Falkenweg – Unterrath, Eckenerstraße – D-Unterrath – Unterrath, Kirche – D-Rath Mitte – Rather Broich – Mörsenbroicher Weg – Grafenberg, Staufenplatz – Ostparksiedlung – Gerresheim, Torfbruchstraße – Morper Straße – D-Gerresheim – Knuppertsbrück – Vennhausen, Siedlung Freiheit – D-Eller – Eller, Vennhauser Allee 2 – Hassels, Am Schönenkamp – D-Reisholz – Hassels, Kirche – Forststraße – Urdenbacher Allee – D-Benrath 3 – Koblenzer Straße (Haydnstraße) – Urdenbach, Tübinger Straße – Josef-Kürten-Platz4 Abschnitt 1–3: Mo-Fr 5–21, Sa 9–21 alle 10 min, übrige Zeit alle 15 min; Abschnitt 3–4: Mo-Fr 5–21, Sa 9–21 alle 20 min, übrige Zeit alle 30 min | 10(/20) min |
| 760   | D-Wittlaer-Bockum, Roßpfad – Wittlaer – Schloss Kalkum – Kalkum, Am Flugfeld – Florence-Nightingale-Krankenhaus – Kaiserswerth, Klemensplatz – Lohausen, Nagelsweg – Stockum, Freiligrathplatz – Linienast 1: Messe Ost/Stockumer Kirchstr. – Nordpark/Aquazoo / Linienast 2: Falkenweg – Flughafen Terminal A/B/C – Unterrath, Eckenerstraße – Unterrath – Neu-Lichtenbroich – Ratingen-West, Erfurter Straße – Dieselstraße – Ratingen, Phillipstraße – Hauser Ring – Ratingen Ost | 20 min      |
| NE 1  | Düsseldorf Hbf → Oststraße → Jacobistraße → Schloss Jägerhof → Pempelfort → Spichernplatz → Unterrath → Neu-Lichtenbroich → Unterrath → Spichernplatz → Pempelfort → Schloss Jägerhof → Jacobistraße → Oststraße → Düsseldorf Hbf | 60 min      |
| NE 2  | Düsseldorf Hbf → Elisabethkirche (Wehrhahn ) → Uhlandstraße → Grafenberg → Mörsenbroicher Weg → Rather Broich → Rath Mitte → Unterrath → Unterrath Friedhof → Unterrath → Rath Mitte → Rather Broich → Mörsenbroicher Weg → Grafenberg → Uhlandstraße → Elisabethkirche (Wehrhahn ) → Düsseldorf Hbf | 60 min      |
| 810   | Unterrath, Eckenerstraße – Unterrath – Rath Mitte – Mörsenbroicher Weg – Flingern – Kettwiger Straße – Lierenfelder Straße Nachtverkehr von So/Mo bis Do/Fr; Wagen der Linie 807 vom Hauptbahnhof; verkehrt nicht in die Gegenrichtung. | 60 min      |